# Trancas (departamento)
Trancas é um departamento da Argentina, localizado na província de Tucumã.